# Ky Willott
Pour les articles homonymes, voir Willott.
Ky Willott est un joueur international de hockey sur gazon australien qui joue au poste de milieu de terrain au NSW Pride.

## Biographie
Ky est né le 15 mars 2001 à Lac Macquarie dans l'état de la Nouvelle-Galles du Sud.

## Carrière

### En club
Ky joue dans le club de NSW Pride dans le championnat australien nommé Hockey One,. Suivant l'inauguration en 2019, il poursuit pour sa deuxième saison en 2022.

### En équipe nationale
En 2022, Ky fait ses débuts avec les Kookaburras en avril avec une série de matchs amicaux face à la Malaisie à Perth,.

## Palmarès
- : 1er à la Coupe d'Océanie 2023